# Notogramma purpuratum
Notogramma purpuratum är en tvåvingeart som beskrevs av Cole 1923. Notogramma purpuratum ingår i släktet Notogramma och familjen fläckflugor. Inga underarter finns listade i Catalogue of Life.